# Elementaire lading
De elementaire lading (symbool e of soms q) is de elektrische lading gedragen door één enkel proton, of daarmee gelijkwaardig, het tegengestelde van de elektrische lading gedragen door één enkel elektron. De elementaire lading is een fundamentele natuurconstante en is de eenheid van elektrische lading in het systeem van atomaire eenheden.
De waarde van de elementaire lading is exact: 
{\displaystyle e=1{,}602\,176\,634\cdot 10^{-19}\,\mathrm {C} }

## Waarde

### Tot 2019
De elementaire lading was een experimenteel bepaalde waarde en bedroeg 1,602 176 6208(98) × 10−19 C.

### Vanaf 2019
In het kader van de herdefinitie van de basiseenheden in 2019 is de elementaire lading per 20 mei van dat jaar op exact de waarde 1,602 176 634 × 10−19 C
vastgelegd. Dat betekent niet dat de elementaire lading veranderd is, maar dat de definitie van de coulomb is veranderd. Daarmee is ook de waarde van de ampère veranderd, want een ampère is een coulomb per seconde.

## Geschiedenis
Nadat de elementaire lading werd gemeten door Robert Millikan met behulp van diens oliedruppel-experiment in 1909 wordt de elementaire lading beschouwd als ondeelbaar. Men denkt dat quarks, die pas in de jaren 60 gepostuleerd werden, fractionele elektrische ladingen hebben (in eenheden van e/3), maar quarks kunnen vermoedelijk alleen bestaan als onderdeel van deeltjes met een gehele lading (confinement). Ze werden nooit afzonderlijk waargenomen. In 1982 probeerde Robert Betts Laughlin het fractionele kwantum-hall-effect te verklaren door het bestaan van fractioneel geladen quasideeltjes. In 1995 werd de fractionele lading van Laughlins quasideeltjes rechtstreeks gemeten in een kwantumantidot-elektrometer aan de Stony Brook University (Stony Brook, New York). In 1997 hebben twee verschillende groepen natuurkundigen, aan het Weizmann Instituut van Wetenschappen in Rehovot (Israël), en aan het CEA-laboratorium bij Parijs, afzonderlijk de waarneming gemeld van dergelijke quasideeltjes die een elektrische stroom voerden.